# HD16932
GSC3708-1101 — подвійна зоря.
Дана подвійна система має видиму зоряну величину в смузі V приблизно 8,3.

## Подвійна зоря
Головна зоря цієї системи належить до хімічно пекулярних зір й має спектральний клас A3.
Інша компонента має спектральний клас F0.